# Малый Зеленчук (аул)
Ма́лый Зеленчу́к (кабард.-черк. Инджыдж цӏыкӏу) — аул в Хабезском районе Карачаево-Черкесской Республики.
Образует муниципальное образование «Мало-Зеленчукское сельское поселение», как единственный населённый пункт в его составе.

## География
Аул расположен в восточной части Хабезского района, на правом берегу реки Малый Зеленчук. Находится в 17 км к северо-востоку от районного центра Хабез, и в 21 км к юго-западу от города Черкесск, на трассе Р265 Черкесск—Архыз.
Площадь территории сельского поселения составляет — 18,33 км2.
Граничит с землями населённых пунктов: Кош-Хабль на юге, Кызыл-Юрт на северо-востоке, Бавуко на севере и Кара-Паго на востоке. На западе земли сельского поселения переходят в пастбищные луга.
Населённый пункт расположен в предгорной зоне республики. Рельеф местности в основном представляет собой в холмистую территорию. Основная часть аула расположена в долине реки Малый Зеленчук, между двумя хребтами. Средние высоты на территории аула составляют 578 метров над уровнем моря. Абсолютные высоты достигают высот в 800 метров.
Гидрографическая сеть представлена рекой Малый Зеленчук и его притоками — Кадмэз, Камлюко, Джелокай и др. Уровень обеспечения местности грунтовыми водами высокая.
Климат влажный умеренный. Средняя годовая температура воздуха составляет около +10,0°С. Наиболее холодный месяц — январь (среднемесячная температура −2,0°С), наиболее тёплый месяц — июль (среднемесячная температура +23,0°С). Заморозки начинаются в начале декабря и заканчиваются в начале апреля. Среднее количество осадков в год составляет около 740 мм в год. Основная их часть приходится на период с апреля по июнь.

## История
В 1833 году аул Боташевский (кабард.-черк. Ботэщей) располагавшийся в районе Пятигорья, был переселён в среднее течение реки Малый Зеленчук. Этот год считается официальной датой основания аула.
В 1864—1867 годах население аула резко сократилось в результате мухаджирства, вызванного окончанием Русско-Кавказской войны.
В 1923 году аул Боташевский располагавшийся напротив аула Атажукинский, переселился вниз по течению реки и осела на своём современном местоположении.
В 1926 году в ауле были построены первая школа, амбулатория и другие объекты социальной инфраструктуры.
В 1929 году аул Боташевский переименован как и другие черкесские аулы, из-за присутствия в их названиях фамилий княжеских и дворянских родов. В результате чего получил название Калмыковский, в честь активного революционного деятеля — Калмыкова Асланбека Бабуковича.
В 1938 году постановлением президиума ВЦИК аул Калмыковский был переименован в «Малый Зеленчук».
Во время Великой Отечественной войны, аул был оккупирован немецкими войсками летом 1942 года, и освобождён в начале февраля 1943 года.

## Население
| 2002  | 2010  | 2012  | 2013  | 2014  | 2015  | 2016  |
| ----- | ----- | ----- | ----- | ----- | ----- | ----- |
| 1500  | ↗1693 | ↗1713 | ↗1715 | ↗1730 | ↘1727 | ↗1739 |
| 2017  | 2018  | 2019  | 2020  | 2021  | 2023  | 2024  |
| ↘1723 | ↗1730 | ↗1738 | ↘1730 | ↘1727 | ↘1711 | ↗1725 |
| 2025  |       |       |       |       |       |       |
| ↘1718 |       |       |       |       |       |       |

Плотность — 93.73 чел./км2.
Национальный состав
По данным Всероссийской переписи населения 2010 года:
| Народ   | Численность, чел. | Доля от всего населения, % |
| ------- | ----------------- | -------------------------- |
| черкесы | 1 679             | 99,2 %                     |
| другие  | 14                | 0,8 %                      |
| всего   | 1 693             | 100 %                      |

## Образование
- Средняя общеобразовательная школа № 1 — ул. Пионерская, 1.
- Начальная школа Детский сад «Даханаго» — ул. Мамбетова, 2.

## Здравоохранение
- Участковая больница — ул. Хабекова, 48.

## Культура
- Дом культуры

Общественно-политические организации:
- Адыгэ Хасэ
- Совет ветеранов труда и войны

## Ислам
В ауле действует одна мечеть.
- Аульская мечеть — ул. Калмыкова, 2 «а».

## Экономика
Основную роль в экономике сельского поселения играет растениеводство. В основном развита частное землепользование. На территории аула действует предприятие «Инжидж».
В 2011 году на территории аула открылось предприятие по производству питьевой воды «Элит Aqua».

## Улицы
На территории аула зарегистрировано 28 улиц и 6 переулков:
Улицы
| Адыгская   |
| Братова    |
| Весёлая    |
| Восточная  |
| Горная     |
| Гукемухова |
| Зелёная    |
| Кавказская |
| Калмыкова  |
| Карданова  |

| Комсомольская     |
| Мало-Зеленчукская |
| Мамбетова         |
| Мира              |
| Молодёжная        |
| Набережная        |
| Пушкина           |
| Садовая           |
| Свободы           |

| Степная     |
| Тамбиева    |
| Тамова А.И. |
| Тлукашаова  |
| Урожайная   |
| Хабекова    |
| Черкесская  |
| Шакова Ш.   |
| Шебзуховой  |

Переулки
| Весенний |
| Вольный  |

| Гагарина |
| Майский  |

| Северный  |
| Шакова М. |

## Известные уроженцы
- Хабеков Умар Хамидович (1921—1945) — Герой Советского Союза.
- Братов Габас Мухамедович (1930—2002) — черкесский писатель и поэт. Народный писатель Карачаево-Черкесии.
- Тамбиев Паго Измаилович (1873—1928) — черкесский фольклорист и просветитель. Издатель «Азбуки кабардинского языка» (1906 год) на основе арабской письменности.